# South Hill (Kornwalia)
South Hill – wieś w Anglii, w Kornwalii. Leży 96 km na północny wschód od miasta Penzance i 316 km na zachód od Londynu.